# Mark Pillow
Mark Jeremy Pillow (Leeds, 14 aprile 1959) è un attore britannico con cittadinanza statunitense, famoso per il suo ruolo di antagonista in Superman IV, nel quale interpreta l'Uomo Nucleare.

## Biografia

### Infanzia, studi e lavori
Nacque da un ufficiale della U.S. Air Force e ingegnere chimico, texano di Baytown, e da madre inglese di Hessle, conosciutisi lavorando entrambi all'Aeroporto di Tripoli, in Libia. Sua madre andò a trascorrere la gravidanza a Leeds, dove erano andati ad abitare i propri genitori. Dopo circa un anno, tutta la famiglia si stabilì in Texas. A causa del lavoro da ingegnere di suo padre, assunto dalla multinazionale Firestone, qualche anno dopo si trasferirono tutti a Recife, in Brasile, per poi ritornare dopo due anni e mezzo in Texas, a Orange. Già dopo circa sei mesi si trasferirono a Harbel, in Liberia, dove suo padre lavorò a una grande piantagione di gomma, per quattro anni. La famiglia ritornò nuovamente in Texas, stabilendosi a Houston. Dai quindici anni di età, Mark allo studio affiancò il lavoro, come lavapiatti e in seguito muratore.
Dal 1977 studiò Ingegneria alla Texas A&M University; si dedicò anche al body building, da grande ammiratore di Arnold Schwarzenegger e Lou Ferrigno, confidando nell'avere una carriera da attore simile alla loro. Nel 1979 contrasse la mononucleosi, e durante il ricovero ebbe modo di riflettere sulla propria vita. Lasciò quindi gli studi e si impiegò per la Delta Air Lines, poi come addetto alla linea telefonica e in seguito come operaio per compagnie petrolifere, anche su una piattaforma petrolifera, fino al ritrovarsi senza lavoro, nel 1983, per una bancarotta della sua compagnia.

### L'arrivo a Los Angeles
Momentaneamente libero, decise di andare a vivere dalla sua ragazza, una bodybuilder californiana di Fresno di nome Shelley Gruwell. Dopo tre o quattro mesi la storia si concluse, e lui si trasferì da solo da Fresno a Los Angeles. Qui venne ingaggiato dalla compagnia di spogliarellisti Chippendales, si impiegò come barman nei night club, e durante il giorno studiava recitazione. Nel tempo libero praticava paracadutismo al California City Parachute Club, effettuando col tempo circa duecento lanci. Effettuò anche dei voli in deltaplano.

### VersoSuperman IV
Iniziò a recitare in una piccola compagnia teatrale e si fece rappresentare da un'agenzia dello spettacolo, nella quale lavorava anche un figlio del regista Sidney J. Furie, che ebbe modo di conoscere. Fu proprio lui che, in seguito a un casting rivelatosi complicato per il ruolo del secondo Uomo Nucleare, nel settembre 1986 lo segnalò al padre, anche per le sue capacità paracadutistiche e di deltaplano, utili per girare le scene volanti. Il regista contattò quindi il suo agente, e Mark, che si trovava a recitare in teatro a Denver, ricevette da quest'ultimo una telefonata: il mattino seguente avrebbe avuto un posto pronto su un aereo per tornare a Los Angeles. Una volta atterrato, noleggiò un'automobile, si diresse a Hollywood e incontrò nel suo ufficio il regista Furie. Ebbero un breve colloquio, poi quest'ultimo gli chiese di tornare per il pranzo. Nell'attesa, per circa tre ore ammazzò il tempo guidando sul Sunset Boulevard fino all'Oceano Pacifico, e tornando indietro. Dopo il pranzo e un nuovo colloquio col regista, firmò il contratto, e pochi giorni dopo volò a Londra per incontrare l'illustre cast, alloggiando all'hotel The Dorchester, ancora incredulo di ciò che in così breve tempo gli era accaduto.

### Superman IV
Sul set rimase colpito soprattutto dal modo di lavorare di Gene Hackman, dovuto alla sua disciplina da ex marine, e dai tanti aneddoti da lui raccontati sui vari mestieri della sua vita. Hackman, oltre a interpretare il suo creatore Lex Luthor, aveva anche preregistrato le battute del secondo Uomo Nucleare, e lui, l'interprete, doveva muovere le labbra in funzione di quelle. Durante la scena d'azione e combattimento sulla Luna riportò una frattura al piede destro, ma continuò a lavorare. Il breve ruolo del primo Uomo Nucleare, interpretato in versione comica da Clive Mantle, venne poi tagliato dal montaggio finale.
La sera di giovedì 23 luglio 1987, su richiesta dei produttori, presenziò a Londra alla Royal Charity Première in costume da Uomo Nucleare, unico del cast a indossare il costume di scena all'evento. Alla première parteciparono anche i suoi nonni di Leeds; durante il tragitto in macchina con autista, diretti al Leicester Square Theatre, ricevette una telefonata dalla segretaria della principessa Diana, che gli annunciò che la principessa avrebbe assistito al film seduta al suo fianco.

### Il dopoSuperman
In seguito ebbe un colloquio con Sylvester Stallone e i produttori per un ruolo da ufficiale sovietico della Specnaz in Rambo III, che non si concretizzò; recitò invece in una puntata di Oltre la legge - L'informatore, trasmesso per la prima volta lunedì 18 gennaio 1988. Poi tornò a studiare recitazione e recitò in spot pubblicitari, fino a quando dal 1990 prese parte da protagonista alla serie televisiva europea The Alaska Kid (1991), in tredici episodi, tratta da racconti di Jack London: la lavorazione avvenne in Polonia per sei mesi, durante i quali incontrò la futura moglie Magdalena Barbara, estetista; poi la troupe si spostò in Cecoslovacchia e infine in Russia, per circa un anno. Lunedì 23 novembre 1992 (anno nel quale nacque la sua prima figlia Megan) sposò la sua fidanzata. La serie venne trasmessa nel dicembre 1993.
Dopo questa esperienza, per una decina d'anni fu barman in noti locali di Los Angeles e dintorni, dal 1996 stabile allo Yankee Doodle di Santa Monica. Nel 1997 nacque la sua altra figlia Jessica Lee.
Nel 2000 tornò su un set, in Bielorussia, per una parte in un remake di Trapezio, ma questo film non venne mai distribuito. Nel 2004 lasciò lo Yankee Doodle e si trasferì con la famiglia sulle montagne del Colorado, a Steamboat Springs, dove risiedeva sua sorella con la propria famiglia: lì per tre anni lavorò come property manager, occupandosi però anche della guida di camion e pale compatte, e lavorando a dosatori; si occupò inoltre di cavalli purosangue.
Tornato poi in Texas, a Spring, grazie a una conoscenza di sua moglie a ottobre 2007 divenne rappresentante vinicolo per l'azienda Southern Glazer's Wine & Spirits. Venne assegnato ai vini d'élite, e da allora gira il mondo presentando questi prodotti.

## Filmografia

### Cinema
- Superman IV (Superman IV: The Quest for Peace), regia di Sidney J. Furie (1987)

### Televisione
- Oltre la legge - L'informatore, puntata Smokey Mountain Requiem, regia di Neill Fearnley (1988)
- The Alaska Kid, serie in 13 episodi, regia di James Hill (1991)